# Dunkirk (Ohio)
Dunkirk falu Hardin megyében, Ohio államban, az Amerikai Egyesült Államokban.

## Demográfiai adatok
A 2000. évi népszámlálási adatok szerint Dunkirk lakónépessége 952 fő, a háztartások száma 361, és 276 család él a faluban. Dunkirk népsűrűsége 501 fő/km². Dunkirk faluban 396 lakóegység található, km²-ként 208. Dunkirk lakónépességének 98,63%-a fehér, 0,11%-a indián őslakos, 0,21%-a ázsiai és 1,05%-a kettő vagy több rasszba tartozik.